# 572 (numero)
Cinquecentosettantadue (572) è il numero naturale dopo il 571 e prima del 573.

## Proprietà matematiche
- È un numero pari.
- È un numero composto.
- È un primitivo abbondante.
- È un numero nontotiente.
- È un numero palindromo nel sistema di numerazione posizionale a base 3 (210012).
- È un numero congruente.

## Astronomia
- 572 Rebekka è un asteroide della fascia principale del sistema solare.
- NGC 572 è una galassia lenticolare della costellazione dello Scultore.

## Astronautica
- Cosmos 572 è un satellite artificiale russo.